# 100 شيء يفعله الأشخاص الناجحون
100 شيء يفعله الأشخاص الناجحون: تمارين صغيرة لحياة ناجحة هو دليل للمساعدة الذاتية بقلم نايجل كمبرلاند.   

## النشر
نشرت شركة ليرين الكتاب في أغسطس 2016 في المملكة المتحدة، وهي شركة تابعة لهودر وستوكتون (بصمة هاشيت).  صدرت النسخة الأمريكية  في أكتوبر 2016 ونشرتها دار نشر أخرى تابعة لشركة هاشيت في المملكة المتحدة، وهي دار نشر نيكولاس بريلي. نُشرت النسخة ذات الغلاف الورقي  في المملكة المتحدة في مايو 2017، مع صدور طبعة أمريكية في أواخر عام 2017. يحتوي الكتاب على مقدمة كتبها مارشال جولدسميث. وقد ظهر في قوائم القراءة المختلفة المقترحة في وسائل الإعلام الرئيسية.  
تشمل الإصدارات المترجمة من الكتاب اللغات البورمية والماراثية واليابانية والفارسية والهولندية  والرومانية  والروسية  والسلوفاكية.  تشمل الترجمات الأخرى اللغات العربية والبلغارية والصينية والتشيكية والإندونيسية والكورية والإسبانية والتركية والفيتنامية  والبنغالية. 
الكتاب مُتاح للاستخدام في المدارس الخاصة بضعاف البصر في الولايات المتحدة من خلال خدمة مشاركة الكتب. 
الكتاب متاح أيضًا ككتاب صوتي على مواقع مثل "أوديبل.كوم" في الولايات المتحدة. 
صدرت ثلاثة كتب متتابعة من تأليف كمبرلاند بعنوان 100 شيء يفعله المليونيرات الناجحون: دروس صغيرة في تكوين الثروة و100 شيء يفعله القادة الناجحون: دروس صغيرة في القيادة و 100 شيء يفعله الأشخاص المنتجون، وقد تُرجمت أيضًا إلى اللغات الأجنبية ومراجعتها.    

## المحتويات
يُغطي كل فصل من فُصول الكتاب البالغ عددها 100 فصل واحدا من 100 شيء يقترح المؤلف أن يقوم به الأشخاص الناجحون في صفحتين. كتب أحد المراجعين: "الكتاب، الذي يحمل عنوانا فرعيا تمارين صغيرة من أجل حياة ناجحة، سهل الهضم (ربما حتى كنصيحة في اليوم)، حيث تتوزع كل منها على صفحتين - الأولى تشرح المفهوم والثانية تحتوي على تمارين وأنشطة عملية لتطبيقها على حياتك."  ويضيف آخر: "كل سر من أسرار النجاح هو تذكير قوي بالطرق التي يمكنك من خلالها أن تجعل حياتك - وحياة الآخرين - أكثر رضاءً، في العمل وفي المنزل وفي علاقاتك فيما يتعلق بصحتك وثروتك وفي التقاعد." 